# La Comunidad, Cutzamala de Pinzón
La Comunidad är en ort i Mexiko.   Den ligger i kommunen Cutzamala de Pinzón och delstaten Guerrero, i den södra delen av landet, 180 km sydväst om huvudstaden Mexico City. La Comunidad ligger 276 meter över havet och antalet invånare är 230.
Terrängen runt La Comunidad är kuperad åt nordost, men åt sydväst är den platt. Runt La Comunidad är det ganska tätbefolkat, med 60 invånare per kvadratkilometer. Närmaste större samhälle är Ciudad Altamirano, 18,1 km sydväst om La Comunidad. Omgivningarna runt La Comunidad är en mosaik av jordbruksmark och naturlig växtlighet.